# Прекршајни апелациони суд Републике Србије
Прекршајни апелациони суд Републике Србије је суд посебне надлежности за територију Републике Србије са седиштем у Београду. У свом саставу има три одељења која се налазе у Новом Саду, Крагујевцу и Нишу.
Председник Прекршајног апелационог суда је судија Горица Секулић.

## Надлежност суда
Прекршајни апелациони суд одлучује о жалби на одлуку прекршајног суда, о жалби на одлуку коју у прекршајном поступку доноси орган управе, о сукобу надлежности прекршајних судова и о преношењу месне надлежности прекршајног суда и врши друге надлежности и послове одређене законом.
Прекршајни апелациони суд може образовати одељење за вођење прекршајног поступка за прекршаје из области јавних прихода, царинског, спољнотрговинског и девизног пословања, у складу са Судским пословником.

## Надлежност одељења суда и мрежа одељења суда
У одељењима Прекршајног апелационог суда изван седишта суда, у Новом Саду, Крагујевцу и Нишу, такође се суди и предузимају се остале судске радње, односно одлучује се о жалбама изјављеним на одлуке прекршајних судова.
Законом о седиштима и подручјима судова и јавних тужилаштава, одређена су одељења Прекршајног апелационог суда и то:
- Одељење у Крагујевцу, за подручја прекршајних судова у Аранђеловцу, Горњем Милановцу, Јагодини, Крагујевцу, Краљеву, Крушевцу, Новом Пазару, Параћину, Пожеги, Пријепољу, Рашкој, Сјеници, Трстенику, Чачку и Ужицу
- Одељење у Нишу, за подручја прекршајних судова у Врању, Зајечару, Лесковцу, Неготину, Нишу, Пироту, Прешеву и Прокупљу
- Одељење у Новом Саду, за подручја прекршајних судова у Бачкој Паланци, Бечеју, Вршцу, Зрењанину, Кикинди, Новом Саду, Руми, Сенти, Сомбору, Сремској Митровици, Суботици и Шапцу.

## Историјат
Правне норме из области прекршајног права налазимо још у римском приватном праву. Такве норме су се доносиле за чување јавног реда и мира, против насиља, самовоље, сметања поседа и сл. Доносио их је Курилски едил, који је био шеф полиције и имао је, између осталог, задатак да осигура ред на трговима, пијацама и другим јавним местима. Ступањем на дужност Курилски едил је издавао проглас о томе како ће поједине случајеве решавати који дођу код њега. Ове правне норме називане су едикти и за њих је био поступак бржи и са много мање формалности, него што је био у кривичном и грађанском поступку.
У старој Југославији прекршаји су били предмет кривичног права, а само на територији Војводине важио је посебан Закон о прекршајима који је донет 1879. године, за време Угарске. Десетог јуна 1926. године направљен је пројекат Закона о иступима за краљевину Срба, Хрвата и Словенаца (Уводне одредбе 1. Иступи су она кривична дела, за која закон прописује затвор од тридесет дана или новчану казну до девет стотина динара.)
Кривични закон који је донет 1929. године није предвидео прекршаје, јер је исте требало да регулише горе поменути Закон, за који је био припремљен преднацрт, међутим није дошло до доношења тог закона.
Основни Закон о прекршајима у ФНРЈ донет је 1947. године. Он је као савезни закон, потпуно уредио основне институте прекршаја: услове и основе прекршајне одговорности, прекршајне казне, застарелост, организацију и надлежност прекршајних органа, прекршајни поступак, као и остале одредбе, укључујући и извршење решења о прекршајима.
Нови Основни Закон о прекршајима донет је 1951. године у форми пречишћеног текста, док су измене и допуне Основног Закона о прекршајима извршене 1965. године и садрже битне новине у погледу система прекршајног поступка. За вођење прекршајног поступка надлежан је Општински судија за прекршаје, а у другом степену надлежно је Среско веће за прекршаје, ако законом није одређено да у другом степену води поступак Републичко веће за прекршаје. Значајне новине састоје се и у томе што се окривљеном дозвољава да у прекршајном поступку може узети браниоца, а уведен је и правни институт судске заштите и инсититут обнове поступка.
У времену од 1972. до 1974. године наступио је период доношења републичких и покрајинских Закона о прекршајима. Као и у већини других области и у области прекршаја добили смо 9 законодавних подручја, која се уређују савезним, републичким и покрајинским законима.
У СР Србији, ван покрајина, у првом степену прекршајни поступак воде судије за прекршаје, односно Градски судија за прекршаје града Београда, а у другом степену Градско веће за прекршаје града Београда, односно већа за прекршаје која су лоцирана у седиштима међуопштинских регионалних заједница. У САП Косово конституисани су судови за прекршаје, док у САП Војводини у првом степену поступак воде судије за прекршаје, а у другом степену покрајинско Веће за прекршаје.
Коначно, 2005. године донет је нови Закон о прекршајима, објављен у „Службеном гласнику РС“, број 101 од 25.11.2005. године, који је након више одлагања почео да се примењује 01.01.2010. године. Установљавањем посебних прекршајних судова и превођењем судија за прекршаје из управне сфере у правосудни систем, Законом о судијама, Законом о уређењу судова и Законом о седиштима и подручјима судова и јавних тужилаштава ("Сл. гласник РС." бр. 116/08) решено је једно од најважнијих и најконтроверзнијих питања нашег прекршајног права и тиме је удовољено уставноправном и међународноправном захтеву да о правима и дужностима грађана, посебно о њиховом кажњавању може коначно да одлучује само суд.